# 5614-es mellékút (Magyarország)
Az 5614-es mellékút egy majdnem 9 kilométeres hosszúságú, négy számjegyű mellékút Baranya vármegye területén; Véménd térségétől húzódik Himesháza központjáig.

## Nyomvonala
Véménd nyugati határszélén, a település központjától csaknem 2,5 kilométerre ágazik ki az 5606-os útból, annak a 17+100-as kilométerszelvénye közelében. Dél felé indul, első métereitől fogva Véménd és Szebény határvonalát kíséri, s még az ötszázadik méterszelvénye előtt teljesen ez utóbbi területére lép. Nagyjából másfél kilométer után keresztezi a Pécs–Bátaszék-vasútvonal nyomvonalát, és további egy kilométernyi kanyargás után éri csak el Szebény első házait. A községben, a központig a Petőfi Sándor utca, onnan délebbre a Kossuth Lajos utca nevet viseli; úgy is hagyja maga mögött a falut, még a negyedik kilométere előtt.
Kevéssel az ötödik kilométerét elhagyva Szűr határai közé érkezik, a kis települést 6,4 kilométer után éri el, a települési neve ott is Kossuth Lajos utca. A falu délnyugati szélén, 7,5 kilométer után egy vízfolyást keresztez, nem sokkal azt követően pedig már Himesháza határai közt folytatódik. E község lakott területét mintegy 8,2 kilométer után éri el, az Arany János utca nevet felvéve, és így is ér véget nem sokkal később, a központ északi részén, beletorkollva az 5607-es útba, néhány lépésre annak a 11. kilométerétől.
Teljes hossza, az országos közutak térképes nyilvántartását szolgáló kira.gov.hu adatbázisa szerint 8,852 kilométer.

## Települések az út mentén
- (Véménd)
- Szebény
- Szűr
- Himesháza